# Barão de Vinhais
Barão de Vinhais é um título nobiliárquico criado por D. Maria II de Portugal, por Decreto de 23 de Setembro de 1835, em favor de Simão da Costa Pessoa Pinto Cardoso, depois 1.° Visconde de Vinhais e 1.° Conde de Vinhais.
Titulares
1. Simão da Costa Pessoa Pinto Cardoso, 1.° Barão, 1.° Visconde e 1.° Conde de Vinhais;
2. Manuel da Costa Pessoa Pinto Cardoso, 2.° Barão, 2.° Visconde e 2.° Conde de Vinhais.